# 太陽の雫 (曲)
「太陽の雫」（たいようのしずく）は、日本のネオアコ・バンドである b-flower の 4th シングル。1995年9月3日に東芝EMIより発売。

## 収録曲
1. 太陽の雫 (5:00)
  - 作詞・作曲：八野英史
  - 6th アルバム『Clockwise』からのシングルカット。 フジテレビ系列の深夜バラエティー番組『シブヤ系うらりんご』のタイアップ曲として、エンディングテーマに使用された。
2. YEAH! (4:14)
  - 作詞・作曲：八野英史
  - 歌詞に出てくるボリス・ヴィアンは、フランスの作家・詩人・ジャズトランペット奏者。
3. 太陽の雫 [Instrumental Version] (5:00)

## 備考
- 「YEAH!」のPVは、メンバーが女装している。
- 2010年現在、廃盤。